# Sidney Lee
 Denne artikel omhandler en reality-stjerne. Opslagsordet har også en anden betydning, se Sidney Lee (forfatter).
Sidney Lee, døbt Søren Adam Trier, senere navneforandring til Sidney Hassel Hansen (født 25. januar 1979 i København, død 16. maj 2022 smst.) var en dansk tv-personlighed, som medvirkede i en lang række programmer.
Sidney Lee havde danmarksrekorden for flest medvirkender i reality-shows og blev beskrevet som en "kultfigur i det danske mediebillede".
Siden hans debut i 2007 i DR2-programmet Blod, Sved og Springskaller medvirkede han i mindst 50 tv-programmer. Han blev især kendt for sin karakteristiske stil, hvor han ofte var iført bandana og denim og fortalte om sin forkærlighed for USA.

## Karriere
Han deltog i Copenhagen eSport Challenge 2009, hvor han udfordrede alle der ville spille mod ham i spil som Tekken og Mortal Kombat. Han skulle også dyste imod to wrestlere i spillet WWE: Smackdown vs. RAW. Som humoristisk modsvar udviklede en gruppe unge spiludviklere under arrangementet et spil, hvor man spillede Sidney Lee og skulle flygte fra Tivoli, mens man blev jagtet af sure gamere..
I november 2010 blev han interviewet til portrætbogen My Reality, der blev udgivet 15. november 2010. Bogen har Maria Lyngsø Hougaard som ghostwriter .
I 2010 blev Sidney Lee tegnet som figur i Anders And. Anders And og hans nevøer skulle besøge Danmark, og folkene bag historien ledte efter de tre mest kendte personer i Danmark, som alle danskere kendte og kunne genkende med det samme, Og her blev Sidney så valgt, og tegnet som figuren Slibri Lee, og er dermed en del af Andeby universet, en ære som ud over Sidney, kun få danskere har opnået, blandt andet også daværende statsminister Lars Løkke Rasmussen.
Lee har siden 2011, årligt lavet radioprogrammet Genialos på Radio24syv med teoretisk fysiker og professor Holger Bech Nielsen.
I 2015 var Sidney Lee vært sammen med Anne Kejser til Reality Awards.
I 2019 medvirkede Sidney Lee på sangen Vafler af Albert Dyrlund (feat. Jesu Brødre og Sidney Lee). Sangen lå i top 2 på Spotifys mest hørte sange i Danmark i juni 2019.

## Privatliv

### Baggrund
Sidney Lee gik ud af 9. klasse fra Sølvgades Skole i det indre København. Efter fire måneder på Gammel Hellerup Gymnasium droppede han ud af skolen og rejste til Los Angeles, hvor han kom til at bo hos en familie i to år og bl.a. arbejdede i en spillearkade. I 2001 medvirkede han i en dansk pornofilm, som dengang blev kasseret. Pornofilmen Knep i pakkeriet blev i 2010 genudgivet som en del af serien 'Danske Amatør Teens'.
Fra 2016 til 2021 dannede han par med massør og ergoterapeut Mary Ann Holm.

### Navn
Ifølge flere kilder er Sidney Lees fødenavn Søren, hvilket han selv har kaldt for en "direkte løgn". I 1999 deltog han i verdensmesterskabet i kampsportspillet Tekken 3, hvor han kom på en femteplads. På spillets officielle hjemmeside optræder den eneste danske deltager under navnet Søren. Ligeledes skrev Politiken i deres dækning af VM i 1999 om "20-årige Søren Hassel fra København". Da "Lee" er et beskyttet navn, kunne han ikke få ændret sit efternavn til Lee. 'Sidney Lee' var derfor hans kunstnernavn.

### Død
Den 16. maj 2022 oplyste Sidney Lees familie, at han var død. Da politiet var til stede ved hans død, indledte Den Uafhængige Politiklagemyndighed (DUP) rutinemæssigt en efterforskning af dødsfaldet. Det kom senere frem, at Sidney døde af en alvorlig og ubehandlet lungebetændelse, der førte til blodforgiftning.

## Brug som aprilsnar
Go' morgen Danmark på TV 2 brugte den 1. april 2011 Sidney som aprilsnar.
Historien lød: I virkeligheden er Sidney Lee en fiktiv person spillet af Michael Brødsgaard. Michael Brødsgaard er psykologistuderende på Aalborg Universitet, og sammen med sine venner besluttede de sig for at lave en karakter for at blive en tv-personlighed i Danmark. Dette blev efter seks år nu afsløret på TV2's Go' Morgen Danmark. Hans mor var ufattelig glad, da hun fik sin søn tilbage, som han var, før han begyndte med dette fupnummer.
Allerede den 26. januar havde den nyhedssatiriske hjemmeside RokokoPosten dog en lignende artikel, hvor Sidney Lee blev præsenteret som masterstuderende ved Stanford University.

## Medvirken (tv)
- 4-Stjerners Middag (Kanal 5)
- Aftenshowet (DR1)
- ALOHA! (TV2)
- Boogie (DR1)
- Blod, Sved og Springskaller (DR2)
- Dagens Mand (TV 2)
- Det perfekte program (The Voice TV)
- Det Nye Talkshow - med Anders Lund Madsen (DR1)
- Divaer i junglen (TV3)
- Fangerne på Fortet (TV3)
- Go' Morgen Danmark (TV 2)
- Go' Aften Danmark (TV 2)
- Hva' kvinder vil ha' (Kanal 4)
- Høvdingebold 2010 (DR1)
- Identity (Kanal 5)
- Live fra Bremen (TV 2)
- Ole & Jarl (TV 2 Charlie)[29]
- Puls (TV 2)
- Rock N' Roll Camping (Kanal 5)
- Singleliv (Kanal 4)
- Skum TV (DR1)
- Sommer i Sunny Beach Sæson 2 (TV3)
- SPAM (DR1)
- Wipeout (Kanal 5)
- Zulu Djævleræs (TV2 Zulu)
- Zulu Kvæg-ræs (TV2 Zulu)
- Ex on the Beach sæson 5[30] (Kanal 4, Discovery+)